# گنجشک و قناری
فیلم گنجشک و قناری یک تله‌فیلم طنز اجتماعی به کارگردانی رحیم بهبودی‌فر است که در سال ۱۳۹۰ در ایران ساخته‌شد.

## خلاصه داستان
منصور راننده تاکسی است که با مادر پیرش زندگی می‌کند و برادرش مسعود بعد از ۱۵سال از خارج به ایران می‌آید. او مخترع انژکتور کم مصرف است و یک شرکت با او قرارداد کار بسته، ولی عده‌ای به سرکردگی فردی خارجی قصد دارند کاری کنند که اختراع او در ایران تولید انبوه نشود. آنان منصور را که لباس مسعود را پوشیده به جای مهندس گروگان می‌گیرند و در عوض مهندس واقعی را به خیال اینکه منصور است راهی جلسه می‌کنند تا اینکه ... .

## بازیگران
- شهرام قائدی در نقش منصور _ مسعود
- مارال فرجاد در نقش طلا
- نفیسه روشن در نقش اکرم
- ﺷﻬﺮﺍﻡ ﺷﮑﯿﺒﺎ در نقش مترجم
- شهین تسلیمی در نقش ننه توران
- میرطاهر مظلومی در نقش صنوبری
- امیر آتشانی در نقش یکتا
- مرتضی کاظمی در نقش سعادتی
- محمدعلی کیانی در نقش چنگیز
- کاظم افرندنیا در نقش دایی ایرج